# Scottish Championship 2020/21
Die Scottish Championship wurde 2020/21 zum 8. Mal als zweithöchste Fußball-Spielklasse der Herren in Schottland ausgespielt. Es war zudem die 114. Austragung einer zweithöchsten Fußball-Spielklasse innerhalb der Scottish Professional Football League. Die Liga wurde offiziell als Scottish Championship ausgetragen und folgte der erstklassigen Premiership. Sie lag über der League One und Two als eine der vier Profiligen innerhalb der Scottish Professional Football League.
Die Saison begann am 16. Oktober 2020 und endete im Mai 2021.
In der Saison 2020/21 traten zehn Klubs an insgesamt 27 Spieltagen gegeneinander an. Statt einer Vierfachrunde (36 Spieltage) wurde in dieser Saison nur eine Dreifachrunde (27 Spieltage) ausgespielt. Jedes Team spielte jeweils einmal zu Hause und auswärts gegen jedes andere. Danach wurden weitere neun Spielrunden absolviert. Als Absteiger aus der letztjährigen Premiership nahm Heart of Midlothian an der Championship teil, als Aufsteiger aus der League One die Raith Rovers.
Der Meister stieg direkt auf. Der Zweite war für das Halbfinale, der Dritte und Vierte für das Viertelfinale der Aufstiegs-Play-offs qualifiziert. Der letzte stieg direkt ab, der Vorletzte musste in die Relegation.
Den Titel und Aufstieg sicherte sich Heart of Midlothian, womit der Wiederaufstieg nach einem Jahr gelang. Für die Aufstiegsrelegation qualifizierten sich der FC Dundee, Raith Rovers und Dunfermline Athletic. Greenock Morton nahm an der Abstiegsrelegation teil. Alloa Athletic stieg direkt in die League One ab.

## Vereine
| Verein                       | Stadt       | Stadion            | Kapazität |
| ---------------------------- | ----------- | ------------------ | --------- |
| Alloa Athletic               | Alloa       | Recreation Park    | 03.100    |
| FC Arbroath                  | Arbroath    | Gayfield Park      | 06.600    |
| Ayr United                   | Ayr         | Somerset Park      | 10.185    |
| FC Dundee                    | Dundee      | Dens Park          | 11.506    |
| Dunfermline Athletic         | Dunfermline | East End Park      | 11.480    |
| Greenock Morton              | Greenock    | Cappielow Park     | 11.589    |
| Heart of Midlothian          | Edinburgh   | Tynecastle Park    | 19.852    |
| Inverness Caledonian Thistle | Inverness   | Caledonian Stadium | 07.750    |
| Queen of the South           | Dumfries    | Palmerston Park    | 08.690    |
| Raith Rovers                 | Kirkcaldy   | Stark’s Park       | 08.867    |

## Abschlusstabelle
| Pl.             | Verein                       | Sp. | S  | U  | N  | Tore    | Diff. | Punkte |
| --------------- | ---------------------------- | --- | -- | -- | -- | ------- | ----- | ------ |
| 1.              | Heart of Midlothian (A)      | 27  | 17 | 6  | 4  | 063:240 | +39   | 57     |
| 2.              | FC Dundee                    | 27  | 12 | 9  | 6  | 049:400 | +9    | 45     |
| 3.              | Raith Rovers (N)             | 27  | 12 | 7  | 8  | 045:360 | +9    | 43     |
| 4.              | Dunfermline Athletic         | 27  | 10 | 9  | 8  | 038:330 | +5    | 39     |
| 5.              | Inverness Caledonian Thistle | 27  | 8  | 12 | 7  | 036:310 | +5    | 36     |
| 6.              | Queen of the South           | 27  | 9  | 5  | 13 | 038:510 | −13   | 32     |
| 7.              | FC Arbroath                  | 27  | 7  | 9  | 11 | 028:340 | −6    | 30     |
| 8.              | Ayr United                   | 27  | 6  | 11 | 10 | 031:370 | −6    | 29     |
| 9.              | Greenock Morton              | 27  | 6  | 11 | 10 | 022:330 | −11   | 29     |
| 10.             | Alloa Athletic               | 27  | 5  | 7  | 15 | 030:600 | −30   | 22     |
| Stand: Endstand |                              |     |    |    |    |         |       |        |

| Zum Saisonende 2020/21: |

| Zum Saisonende 2019/20: |                                                |
| (A)                     | Absteiger aus der Scottish Premiership 2019/20 |
| (N)                     | Aufsteiger aus der Scottish League One 2019/20 |

### Tabellenverlauf
Verlegte Partien werden entsprechend der ursprünglichen Terminierung dargestellt, damit an allen Spieltagen für jede Mannschaft die gleiche Anzahl an Spielen berücksichtigt wird.
|                     | 1  | 2  | 3  | 4  | 5  | 6  | 7  | 8  | 9  | 10 | 11 | 12 | 13 | 14 | 15 | 16 | 17 | 18 | 19 | 20 | 21 | 22 | 23 | 24 | 25 | 26 | 27 |
| ------------------- | -- | -- | -- | -- | -- | -- | -- | -- | -- | -- | -- | -- | -- | -- | -- | -- | -- | -- | -- | -- | -- | -- | -- | -- | -- | -- | -- |
| Heart of Midlothian | 1  | 2  | 1  | 1  | 2  | 1  | 1  | 1  | 1  | 1  | 1  | 1  | 1  | 1  | 1  | 1  | 1  | 1  | 1  | 1  | 1  | 1  | 1  | 1  | 1  | 1  | 1  |
| INV                 | 8  | 7  | 5  | 7  | 5  | 5  | 5  | 6  | 6  | 6  | 6  | 7  | 6  | 6  | 6  | 7  | 5  | 6  | 7  | 6  | 5  | 5  | 4  | 4  | 5  | 5  | 5  |
| DUN                 | 10 | 6  | 7  | 6  | 7  | 6  | 7  | 7  | 5  | 3  | 3  | 3  | 4  | 5  | 4  | 4  | 4  | 4  | 5  | 4  | 4  | 3  | 3  | 3  | 3  | 3  | 2  |
| Ayr United          | 4  | 4  | 5  | 5  | 4  | 4  | 4  | 5  | 7  | 7  | 7  | 5  | 3  | 4  | 5  | 5  | 6  | 8  | 6  | 7  | 7  | 7  | 7  | 7  | 8  | 8  | 8  |
| FC Arbroath         | 9  | 10 | 9  | 9  | 9  | 9  | 10 | 9  | 9  | 10 | 10 | 9  | 9  | 9  | 9  | 9  | 9  | 9  | 9  | 9  | 9  | 9  | 8  | 8  | 7  | 7  | 7  |
| DFA                 | 3  | 2  | 2  | 3  | 1  | 2  | 2  | 2  | 2  | 2  | 2  | 2  | 2  | 2  | 2  | 2  | 2  | 3  | 3  | 3  | 3  | 4  | 5  | 5  | 4  | 4  | 4  |
| GRE                 | 5  | 5  | 4  | 4  | 6  | 7  | 6  | 3  | 4  | 5  | 4  | 6  | 7  | 7  | 7  | 6  | 7  | 7  | 8  | 8  | 8  | 8  | 9  | 9  | 9  | 9  | 9  |
| ALL                 | 7  | 9  | 10 | 10 | 10 | 10 | 8  | 8  | 8  | 9  | 9  | 10 | 10 | 10 | 10 | 10 | 10 | 10 | 10 | 10 | 10 | 10 | 10 | 10 | 10 | 10 | 10 |
| Queen of the South  | 6  | 8  | 8  | 8  | 8  | 8  | 9  | 10 | 10 | 8  | 8  | 8  | 8  | 8  | 8  | 8  | 8  | 5  | 4  | 5  | 6  | 6  | 6  | 6  | 6  | 6  | 6  |
| Raith Rovers        | 2  | 1  | 3  | 2  | 3  | 3  | 3  | 4  | 3  | 4  | 5  | 4  | 5  | 3  | 3  | 3  | 3  | 2  | 2  | 2  | 2  | 2  | 2  | 2  | 2  | 2  | 2  |

## Relegation
Teilnehmer an den Relegationsspielen sind der Neuntplatzierte aus der diesjährigen Championship, Greenock Morton sowie drei Mannschaften aus der League One, der Airdrieonians FC, Cove Rangers und der FC Montrose. Die Sieger der ersten Runde spielen in der letzten Runde um einen Platz für die folgende Scottish Championship-Saison 2021/22.
Erste Runde
Die Spiele wurden am 8. und 11. Mai 2021 ausgetragen.
|              | Gesamt |                  | Hinspiel | Rückspiel |
| ------------ | ------ | ---------------- | -------- | --------- |
| FC Montrose  | 3:4    | Greenock Morton  | 2:1      | 1:3 n. V. |
| Cove Rangers | 3:4    | Airdrieonians FC | 1:1      | 2:3 n. V. |

Zweite Runde
Die Spiele werden am 18. und 21. Mai 2021 ausgetragen.
|                  | Gesamt |                 | Hinspiel | Rückspiel |
| ---------------- | ------ | --------------- | -------- | --------- |
| Airdrieonians FC | 0:4    | Greenock Morton | 0:1      | 0:3       |

## Statistiken

### Torschützenliste
Bei gleicher Anzahl von Toren sind die Spieler alphabetisch nach Nachnamen bzw. Künstlernamen sortiert.
| Pl.      | Nat.       | Name            | Logo | Mannschaft                                 | Tore |
| -------- | ---------- | --------------- | ---- | ------------------------------------------ | ---- |
| 1.       | Nordirland | Liam Boyce      |      | Heart of Midlothian                        | 14   |
| 2.       | Schottland | Declan McManus  |      | Dunfermline Athletic                       | 9    |
| 2.       | England    | Ayo Obileye     |      | Queen of the South                         | 9    |
| 2.       | Bulgarien  | Nikolaj Todorow |      | Inverness CT                               | 9    |
| 2.       | Schottland | Craig Wighton   | /    | Heart of Midlothian / Dunfermline Athletic | 9    |
| 6.       | Schottland | Jason Cummings  |      | FC Dundee                                  | 8    |
| 6.       | Schottland | Jack Hamilton   |      | FC Arbroath                                | 8    |
| 6.       | Schottland | Kevin O’Hara    |      | Dunfermline Athletic                       | 8    |
| 6.       | Schottland | Connor Shields  |      | Queen of the South                         | 8    |
| 6.       | Schweden   | Osman Sow       |      | FC Dundee                                  | 8    |
| 11.      | Schottland | Innes Cameron   | /    | Alloa Athletic / Ayr United                | 7    |
| 11.      | Schottland | Daniel MacKay   |      | Inverness CT                               | 7    |
| 11.      | Schottland | Jamie Walker    |      | Heart of Midlothian                        | 7    |
| Endstand |            |                 |      |                                            |      |

### Meiste Torvorlagen
Bei gleicher Anzahl von Toren sind die Spieler alphabetisch nach Nachnamen bzw. Künstlernamen sortiert.
| Pl.      | Nat.       | Name             | Logo | Mannschaft           | Vorlagen |
| -------- | ---------- | ---------------- | ---- | -------------------- | -------- |
| 1.       | Schottland | Charlie Adam     |      | FC Dundee            | 7        |
| 1.       | Schottland | Andy Irving      |      | Heart of Midlothian  | 7        |
| 1.       | Schottland | Paul McMullan    |      | FC Dundee            | 7        |
| 4.       | Schottland | Dom Thomas       |      | Dunfermline Athletic | 6        |
| 5.       | Nordirland | Liam Boyce       |      | Heart of Midlothian  | 5        |
| 5.       | Schottland | Joe Chalmers     |      | Ayr United           | 5        |
| 5.       | Schottland | Regan Hendry     |      | Raith Rovers         | 5        |
| 5.       | England    | Olly Lee         |      | Heart of Midlothian  | 5        |
| 5.       | Schottland | Paul McGowan     |      | FC Dundee            | 5        |
| 5.       | Schottland | Shane Sutherland |      | Inverness CT         | 5        |
| 5.       | Schottland | Jamie Walker     |      | Heart of Midlothian  | 5        |
| Endstand |            |                  |      |                      |          |

### Torhüter ohne Gegentor
| Pl.      | Nat.       | Name               | Logo | Mannschaft           | Spiel(e) ohne Gegentor |
| -------- | ---------- | ------------------ | ---- | -------------------- | ---------------------- |
| 1.       | Schottland | Craig Gordon       |      | Heart of Midlothian  | 13                     |
| 2.       | Schottland | Derek Gaston       |      | FC Arbroath          | 8                      |
| 3.       | Schottland | Jamie MacDonald    |      | Raith Rovers         | 7                      |
| 3.       | Schottland | Aidan McAdams      |      | Greenock Morton      | 7                      |
| 3.       | Schottland | Mark Ridgers       |      | Inverness CT         | 7                      |
| 3.       | Finnland   | Viljami Sinisalo   |      | Ayr United           | 7                      |
| 3.       | Wales      | Owain Fôn Williams |      | Dunfermline Athletic | 7                      |
| 8.       | England    | Adam Legzdins      |      | FC Dundee            | 5                      |
| Endstand |            |                    |      |                      |                        |

## Auszeichnungen während der Saison
| Monat         | Trainer des Monats                     | Spieler des Monats                          |
| ------------- | -------------------------------------- | ------------------------------------------- |
| Oktober 2020  | Stevie Crawford (Dunfermline Athletic) | Euan Murray (Dunfermline Athletic)          |
| November 2020 | Stevie Crawford (Dunfermline Athletic) | Kyle Turner (Dunfermline Athletic)          |
| Dezember 2020 | Robbie Neilson (Heart of Midlothian)   | Charlie Adam (FC Dundee)                    |
| Januar 2021   | Allan Johnston (Queen of the South)    | Connor Shields (Queen of the South)         |
| Februar 2021  | Dick Campbell (FC Arbroath)            | Willie Gibson (Queen of the South)          |
| März 2021     | James McPake (FC Dundee)               | David Carson (Inverness Caledonian Thistle) |
| April 2021    | Robbie Neilson (Heart of Midlothian)   | Jack Hamilton (FC Arbroath)                 |